# Henry Kater
Henry Kater (16 april 1777 - 26 april 1835) was een Brits natuurkundige en uitvinder.

## Militaire loopbaan
Kater werd in 1777 geboren in Bristol. Hij overwoog eerst om rechten te gaan studeren, maar koos toen voor een carrière in het leger. Hij werd in Brits-Indië gestationeerd, waar hij William Lambton assisteerde bij de Great Trigonometrical Survey, een landmeetkundig project dat in 1802 gestart werd. Om gezondheidsredenen moest hij in 1808 terugkeren naar Engeland, waar hij een opleiding volgde aan de Koninklijke Militaire Academie Sandhurst. Kater verliet de actieve dienst in 1814 met de rang van kapitein, om zich aan de wetenschap te wijden.

## Natuurkunde
Katers eerste belangrijke bijdrage aan de wetenschap was het vergelijken van de kwaliteiten van de Gregoriaanse telescoop en de Cassegraintelescoop, waarbij hij de eerste als een inferieur ontwerp beoordeelde. Zijn meest bekende werk was het uitvinden van de Slinger van Kater, een instrument voor het meten van valversnelling en zwaartekracht. Hiervoor werd hem in 1817 de Copley Medal toegekend, de wetenschapsprijs van de Royal Society, de Britse academie van wetenschappen.
Ook bedacht Kater een vroege versie van de collimator, die in de astronomie gebruikt werd bij het perfect waterpas zetten van telescopen. Voorts was hij actief op het gebied van de metrologie, waarin hij essays publiceerde over onder meer Britse en Russische standaardmaten. Hiervoor werd hij in 1814 toegelaten tot de Royal Society en verkreeg hij een benoeming in de Russische Orde van Sint-Anna. In 1826 werd Kater benoemd tot buitenlands lid van de Kungliga Vetenskapsakademien, de Zweedse academie van wetenschappen en in 1831 werd hem de Gouden medaille van de Royal Astronomical Society toegekend.
Verder verrichtte Kater onderzoek naar materiaal en gedrag van de kompasnaald, de buitenste ring van Saturnus en lengtebepaling met behulp van maansverduisteringen.